# Saint-Pardoux-de-Mareuil
Saint-Pardoux-de-Mareuil est une ancienne commune française du département de la Dordogne, réunie à Mareuil en 1827.

## Géographie
Le hameau de Saint-Pardoux-de-Mareuil se trouve en Ribéracois, dans le quart nord-ouest du département de la Dordogne, à environ un kilomètre et demi au sud-sud-ouest du bourg de Mareuil.

## Histoire
En 1827, les communes de Saint-Pardoux-de-Mareuil et de Saint-Priest-de-Mareuil fusionnent avec Mareuil.

## Démographie
| 1793 | 1800 | 1806 | 1821 |
| ---- | ---- | ---- | ---- |
| 488  | 396  | 394  | 381  |

## Lieux et monuments
- L'église romane Saint-Pardoux est située au sommet du bourg. Elle est classée au titre des monuments historiques depuis 1912[3].

Église Saint-Pardoux
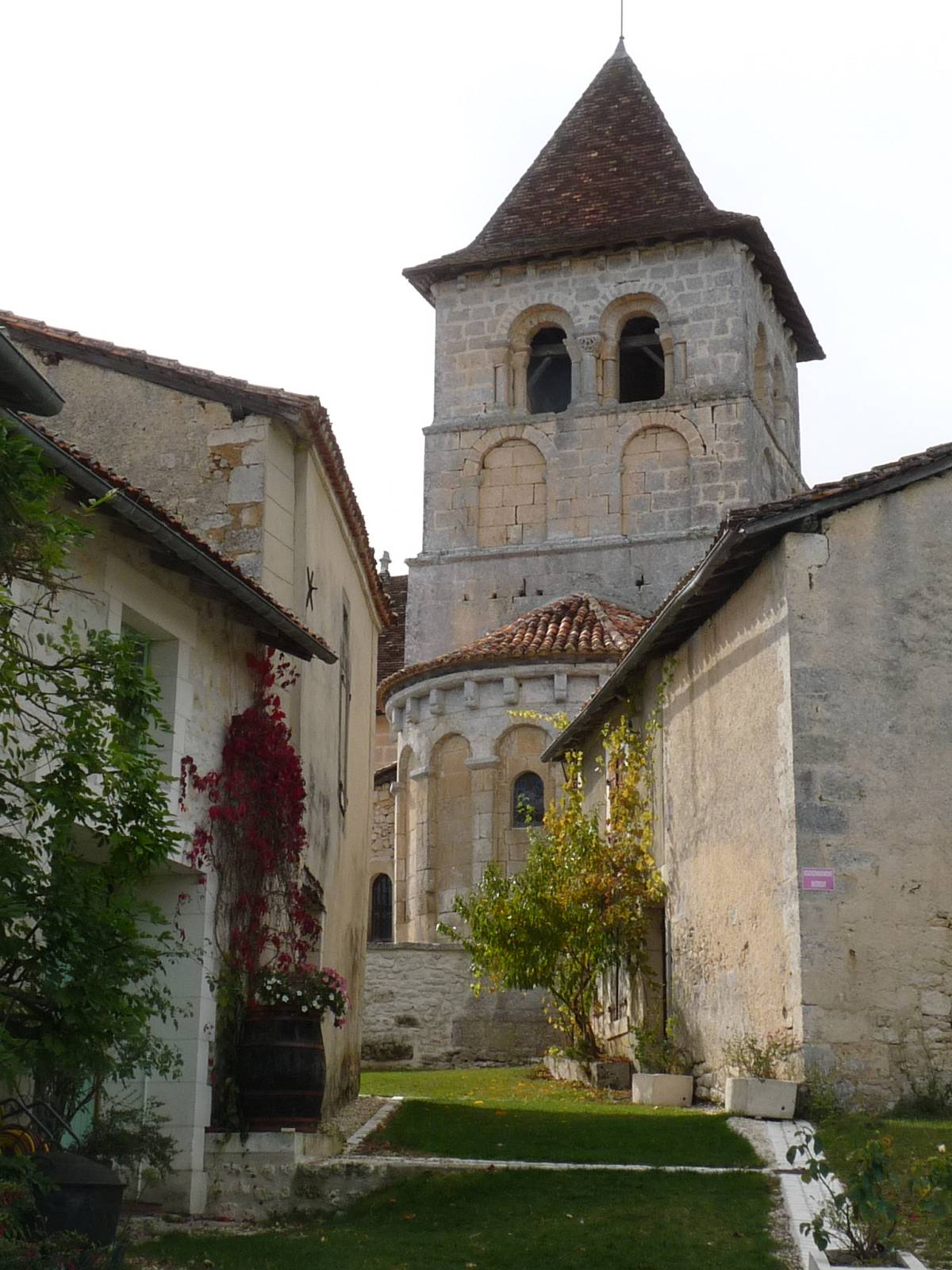
La montée vers l'église.
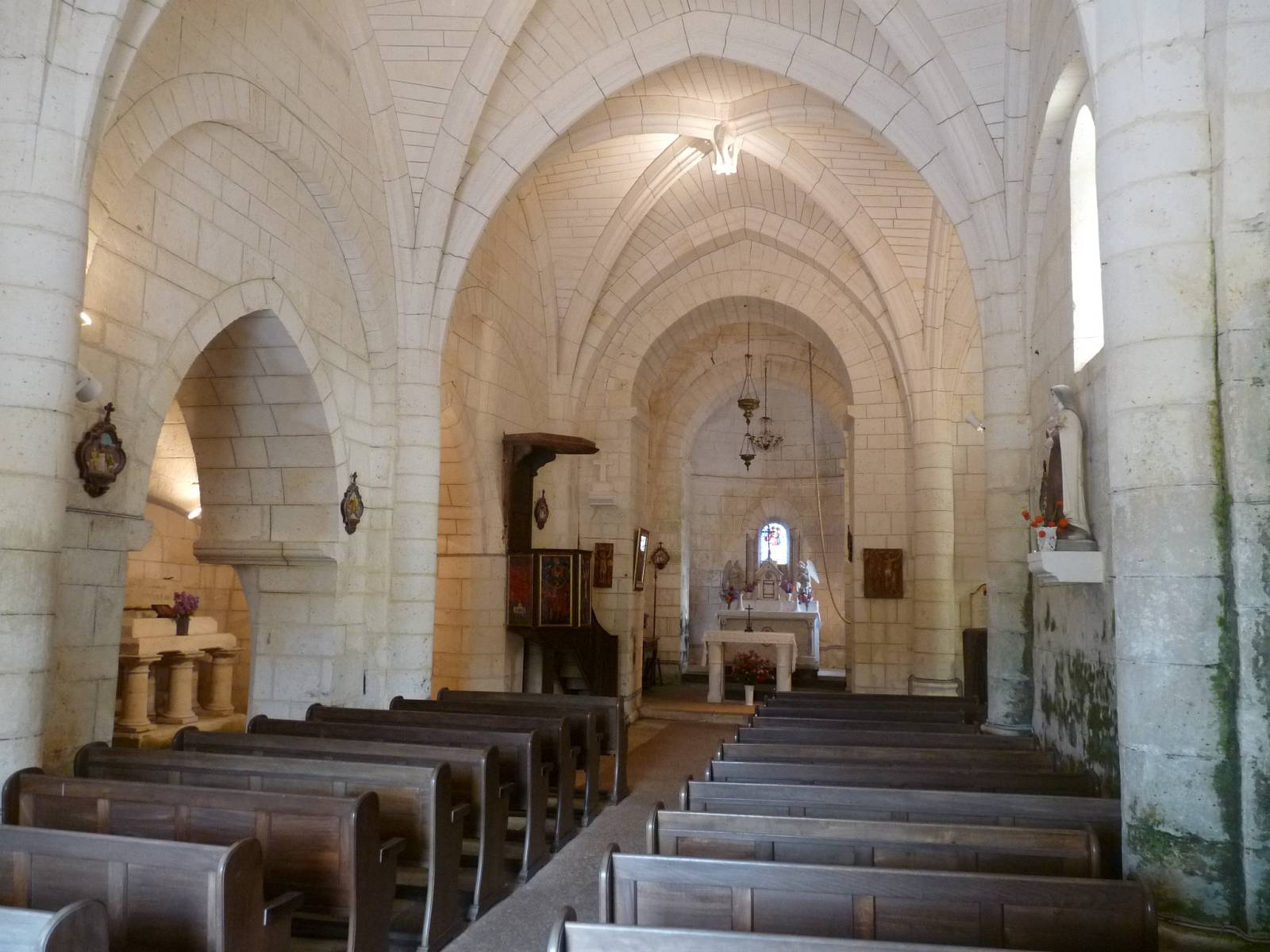
La nef de l'église.
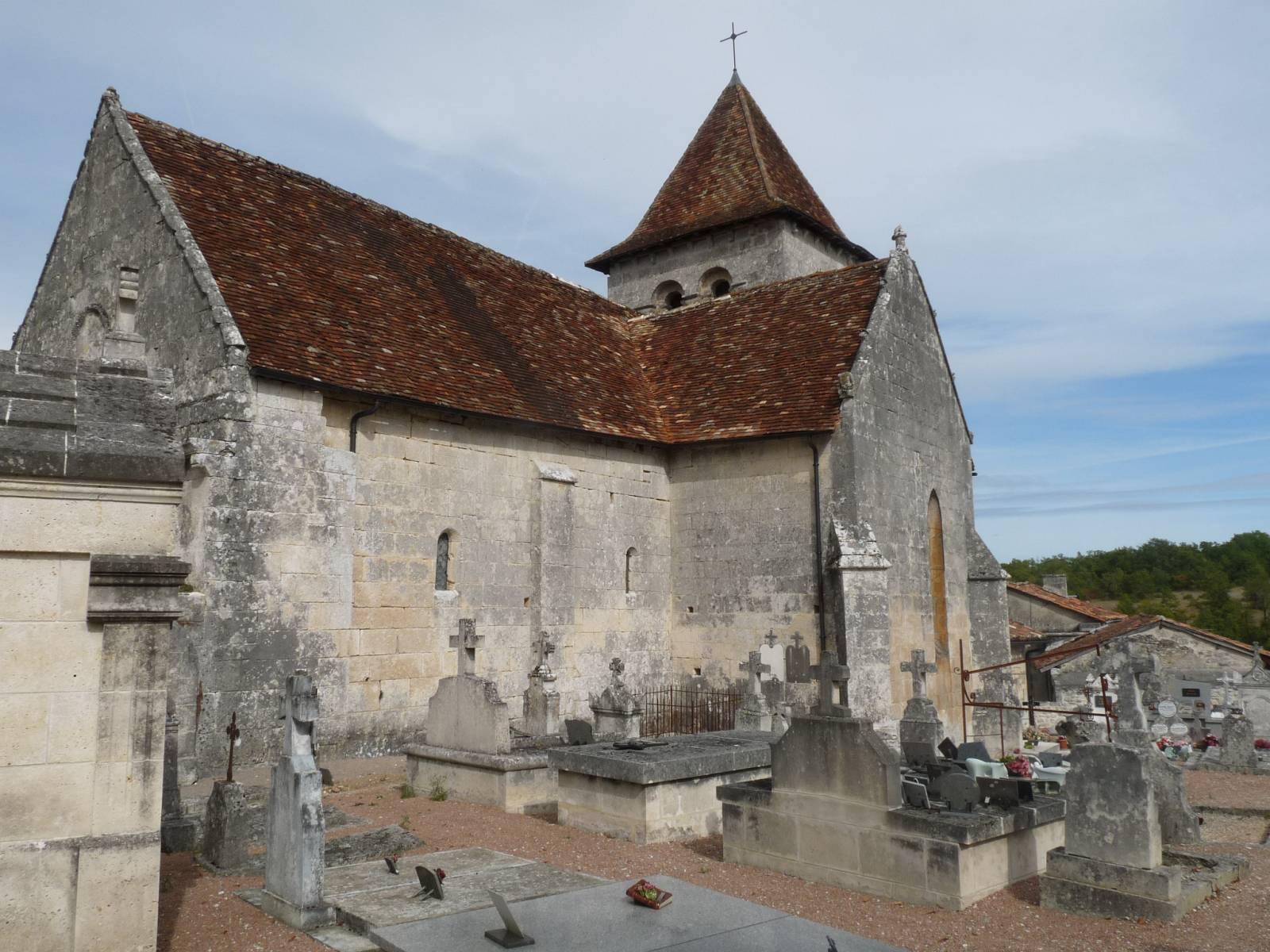
Le cimetière.

- Le village abrite des cluzeaux, des sarcophages, une fontaine et un lavoir au pied du bourg.

Fontaine Saint-Pardoux
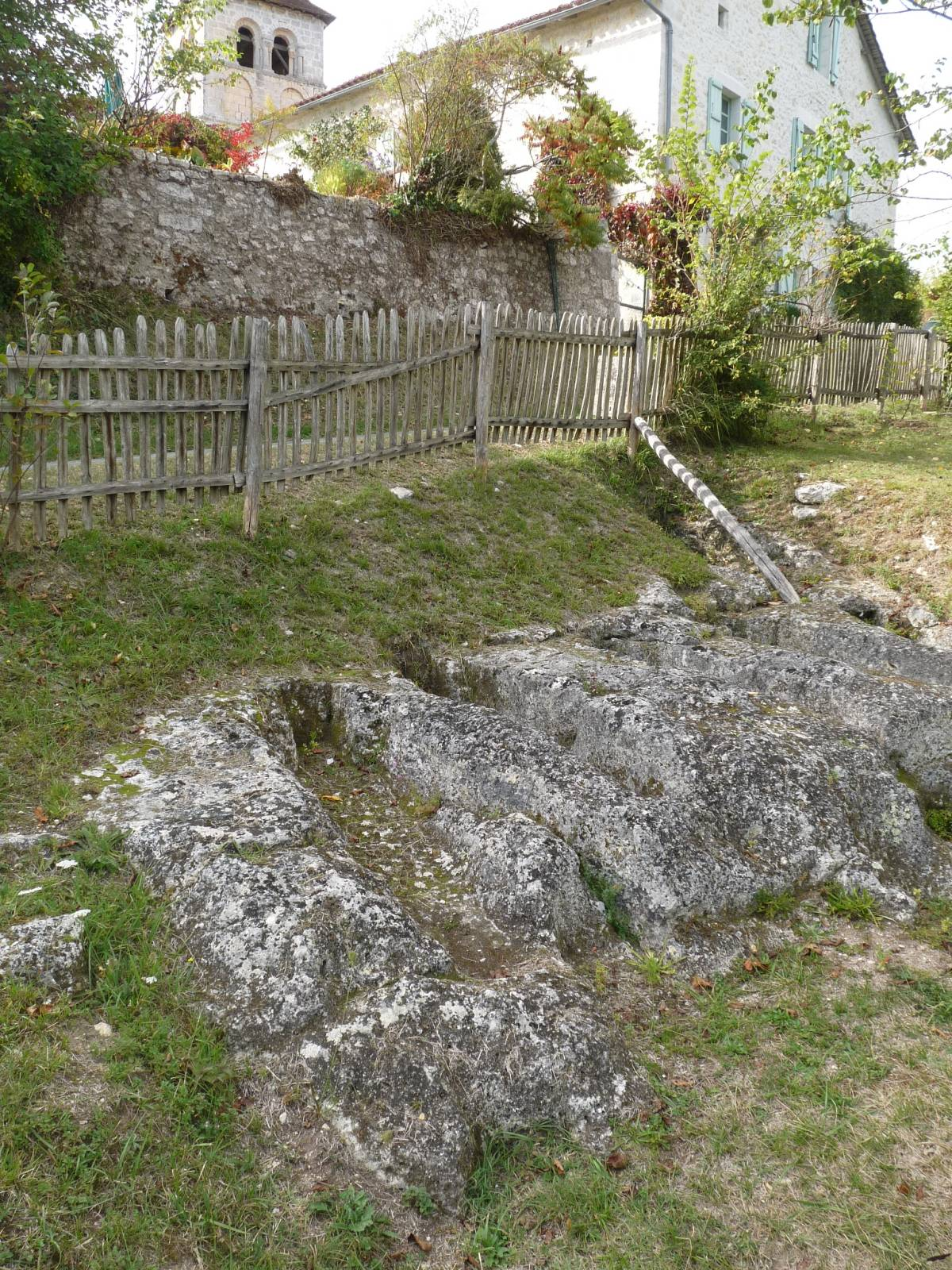
Sarcophages creusés dans la roche.
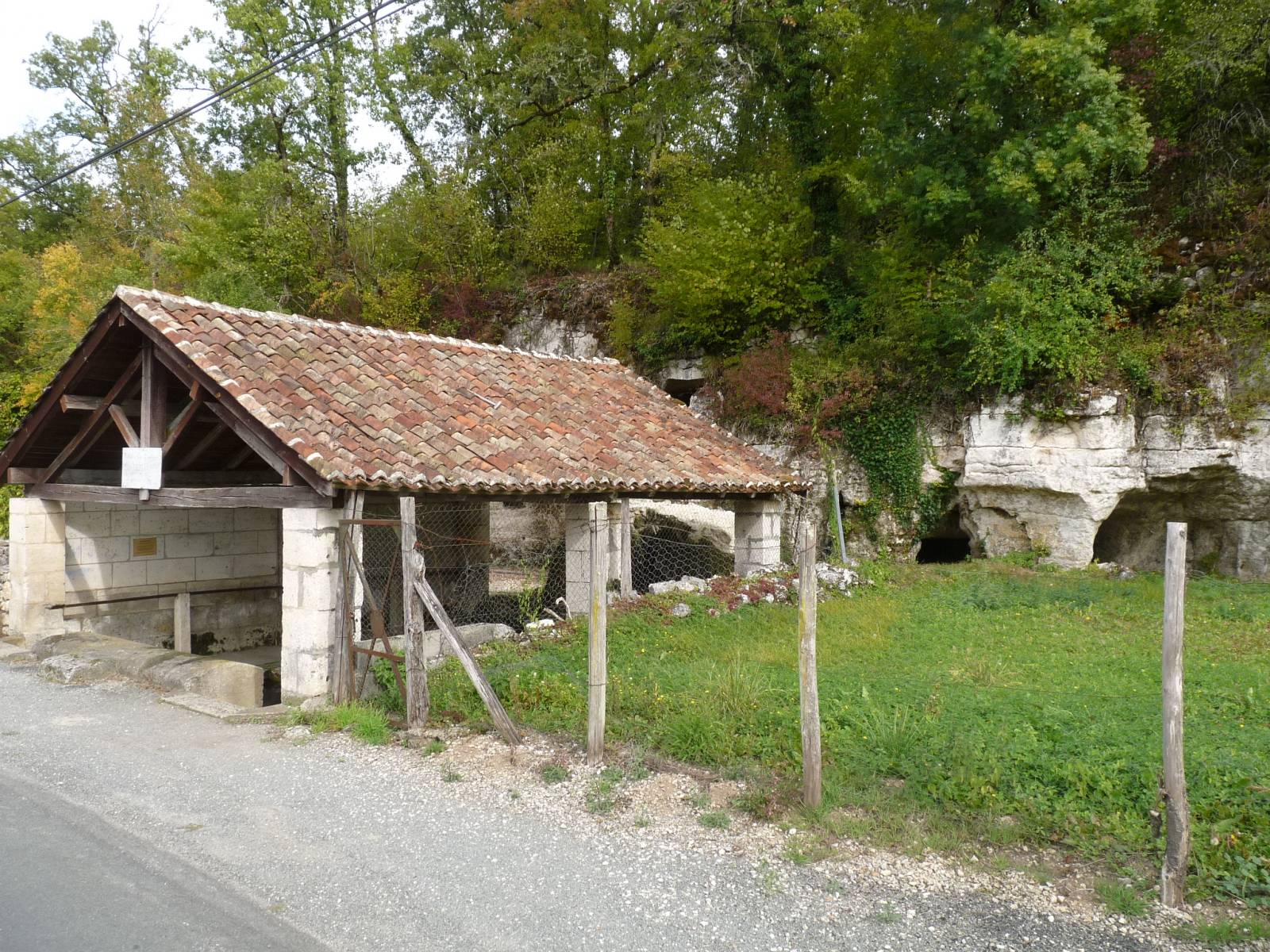
Le lavoir.
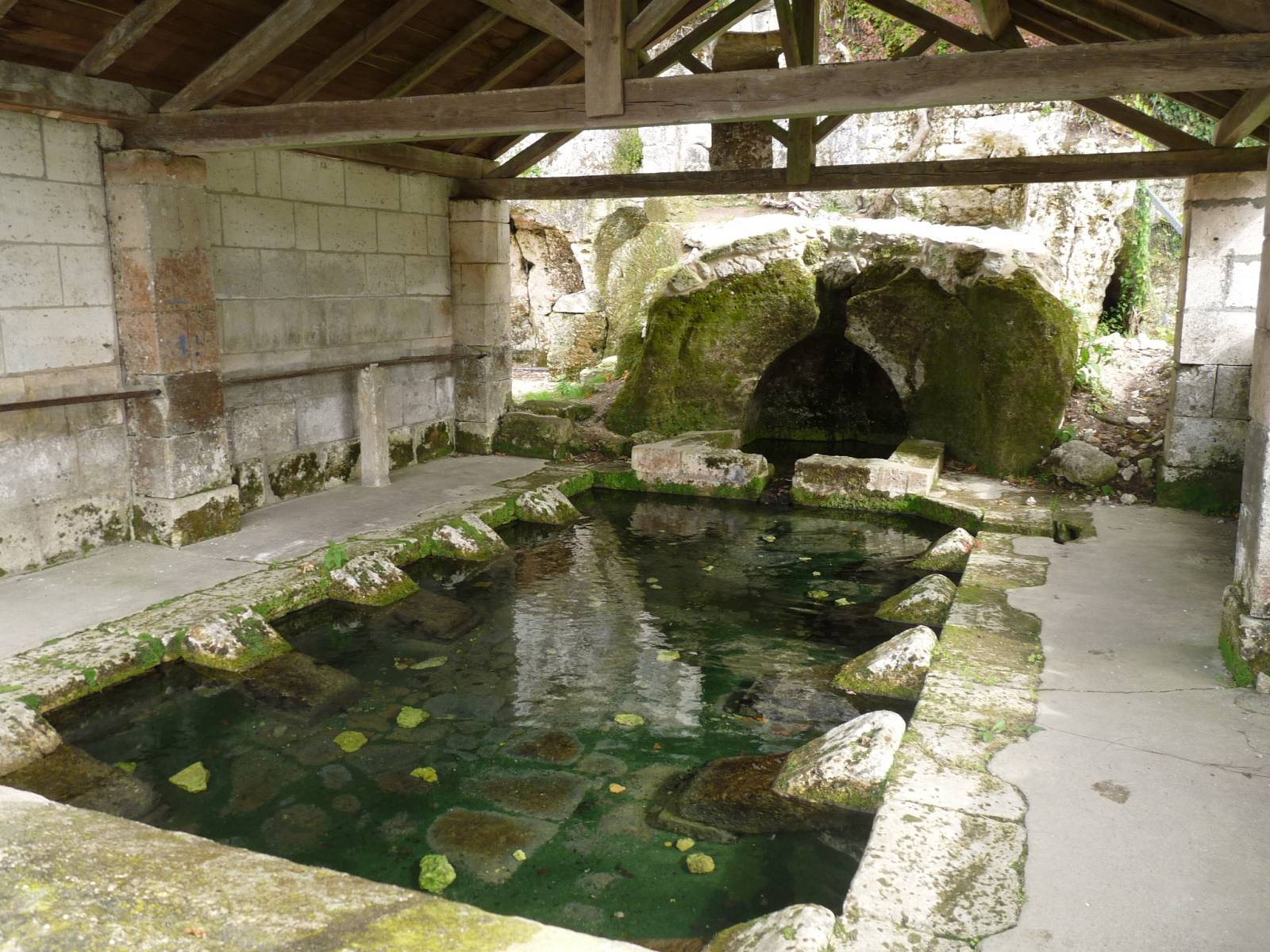
La fontaine dans la falaise.